# José María Cárdenas
José María „Chema” Cárdenas López (ur. 2 kwietnia 1985 w Zacatecas) – meksykański piłkarz występujący na pozycji lewego obrońcy lub lewego pomocnika, reprezentant Meksyku.

## Kariera klubowa
Cárdenas jest wychowankiem klubu Atlante FC ze stołecznego miasta Meksyk, do którego seniorskiej drużyny został włączony jako dwudziestolatek przez szkoleniowca José Guadalupe Cruza. W meksykańskiej Primera División zadebiutował 24 sierpnia 2005 w zremisowanym 2:2 spotkaniu z San Luis, zaledwie kilka tygodni później zostając jednym z ważniejszych zawodników zespołu. Premierowego gola w najwyższej klasie rozgrywkowej strzelił 25 marca 2006 w wygranej 2:0 konfrontacji z Tecos UAG, a w lipcu tego samego roku udał się na wypożyczenie do drugoligowego Club León (drużyny współpracującej wówczas z Atlante), gdzie spędził sześć miesięcy, nie odnosząc większych sukcesów. Już powrocie do Atlante, w jesiennym sezonie Apertura 2007, zdobył z prowadzoną przez Cruza ekipą (która w międzyczasie przeniosła swoją siedzibę ze stolicy do miasta Cancún w stanie Quintana Roo) swój pierwszy tytuł mistrza Meksyku. Pełnił jednak wówczas niemal wyłącznie rolę rezerwowego, a ogółem barwy Atlante reprezentował przez niemal trzy lata.
Latem 2008 Cárdenas został piłkarzem zespołu CF Pachuca, szybko zostając podstawowym piłkarzem prowadzonej przez Enrique Mezę najlepszej drużyny w historii klubu, znajdującej się jednak w schyłkowym okresie świetności. Jeszcze w grudniu tego samego roku wziął z nią udział w Klubowych Mistrzostwach Świata, podczas których zajął ostatecznie czwarte miejsce, natomiast miesiąc później, w styczniu 2009, zajął z Pachucą drugie miejsce w rozgrywkach kwalifikacyjnych do Copa Libertadores – InterLidze. W wiosennym sezonie Clausura 2009 wywalczył za to ze swoim klubem wicemistrzostwo kraju. Bezpośrednio po tym odszedł do drużyny Santos Laguna z miasta Torreón, w której barwach w wiosennych rozgrywkach Bicentenario 2010 zdobył tytuł wicemistrza kraju i sukces ten wywalczył jeszcze dwukrotnie – najpierw w sezonie Apertura 2010 i rok później, podczas rozgrywek Apertura 2011. W Santosie Laguna występował ogółem przez dwa i pół roku jako kluczowy zawodnik ekipy.
W styczniu 2012 Cárdenas przeniósł się do stołecznego zespołu Club América, gdzie występował przez rok bez większych sukcesów i przeważnie jako podstawowy zawodnik, po czym odszedł do drużyny Monarcas Morelia. Tam, mając niepodważalne miejsce w wyjściowym składzie, również spędził rok, w sezonie Apertura 2013 zdobywając puchar Meksyku – Copa MX, zaś bezpośrednio po tym osiągnięciu zasilił swoją byłą ekipę i zarazem ówczesnego mistrza kraju – Club León. Podczas rozgrywek Clausura 2014 wywalczył z ekipą prowadzoną przez urugwajskiego trenera Gustavo Matosasa drugie w swojej karierze mistrzostwo Meksyku, ogółem barwy tego zespołu reprezentując przez półtora roku jako podstawowy piłkarz. W lipcu 2015 został ściągnięty przez szkoleniowca Rubéna Omara Romano – swojego byłego trenera z Santosu Laguna i Morelii – do prowadzonego przez niego zespołu Club Tijuana.
| Sezon     | Klub             | Kraj   | Rozgrywki  | Mecze | Bramki |
| --------- | ---------------- | ------ | ---------- | ----- | ------ |
| 2005/2006 | Atlante FC       | Meksyk | Liga MX    | 28    | 1      |
| 2006/2007 | Club León        | Meksyk | Ascenso MX | 15    | 3      |
| 2006/2007 | Atlante FC       | Meksyk | Liga MX    | 13    | 1      |
| 2007/2008 | Atlante FC       | Meksyk | Liga MX    | 28    | 3      |
| 2008/2009 | CF Pachuca       | Meksyk | Liga MX    | 39    | 5      |
| 2009/2010 | Santos Laguna    | Meksyk | Liga MX    | 24    | 0      |
| 2010/2011 | Santos Laguna    | Meksyk | Liga MX    | 35    | 1      |
| 2011/2012 | Santos Laguna    | Meksyk | Liga MX    | 20    | 1      |
| 2011/2012 | Club América     | Meksyk | Liga MX    | 20    | 0      |
| 2012/2013 | Club América     | Meksyk | Liga MX    | 17    | 0      |
| 2012/2013 | Monarcas Morelia | Meksyk | Liga MX    | 19    | 0      |
| 2013/2014 | Monarcas Morelia | Meksyk | Liga MX    | 16    | 2      |
| 2013/2014 | Club León        | Meksyk | Liga MX    | 18    | 1      |
| 2014/2015 | Club León        | Meksyk | Liga MX    | 31    | 2      |
| 2015/2016 | Club Tijuana     | Meksyk | Liga MX    |       |        |

## Kariera reprezentacyjna
W maju 2006 Cárdenas został powołany przez trenera Pablo Lunę do reprezentacji Meksyku U-23 na prestiżowy towarzyski Turniej w Tulonie. Na francuskich boiskach był podstawowym zawodnikiem swojej kadry i rozegrał wszystkie trzy spotkania (z czego dwa w wyjściowym składzie), lecz jego kadra z bilansem dwóch remisów i porażki zajęła dopiero trzecie, przedostatnie miejsce w grupie i nie awansowała do fazy pucharowej.
W seniorskiej reprezentacji Meksyku Cárdenas zadebiutował za kadencji szwedzkiego selekcjonera Svena-Görana Erikssona, 11 marca 2009 w wygranym 5:1 meczu towarzyskim z Boliwią. W tej samej konfrontacji wpisał się również na listę strzelców, zdobywając swojego premierowego gola w kadrze narodowej. Kilka miesięcy później znalazł się w ogłoszonym przez Javiera Aguirre składzie na Złoty Puchar CONCACAF, podczas którego pełnił jednak rolę głębokiego rezerwowego i ani razu nie pojawił się na boisku, zaś jego drużyna triumfowała ostatecznie w rozgrywkach, pokonując w finale USA (5:0). Cztery lata później, w 2013 roku, został dowołany przez José Manuela de la Torre na swój kolejny Złoty Puchar CONCACAF, dołączając do drużyny narodowej w trakcie turnieju po rozegraniu fazy grupowej w miejsce kontuzjowanego Dárvina Cháveza. Zanotował wówczas tylko jeden występ, natomiast Meksykanie odpadli wówczas ze Złotego Pucharu w półfinale, ulegając w nim Panamie (1:2).